# Aseraggodes herrei
Aseraggodes herrei is een  straalvinnige vissensoort uit de familie van eigenlijke tongen (Soleidae). De wetenschappelijke naam van de soort is voor het eerst geldig gepubliceerd in 1940 door Seale.
De soort staat op de Rode Lijst van de IUCN als Onzeker, beoordelingsjaar 2008.